# Nereiospora
Nereiospora är ett släkte av svampar som beskrevs av E.B.G.Jones, R.G.Johnson och Stephen T. Moss. Nereiospora ingår i familjen Halosphaeriaceae, ordningen Microascales, klassen Sordariomycetes, divisionen sporsäcksvampar och riket svampar.
Kladogram enligt Dyntaxa:
| Nereiospora | \| \| Corollospora comata \| \| \| \| \| \| Corollospora cristata \| \| \| \| |
|             | \| \| Corollospora comata \| \| \| \| \| \| Corollospora cristata \| \| \| \| |
|             | Anisostagma                                                                   |
|             |                                                                               |
|             | Arenariomyces                                                                 |
|             |                                                                               |
|             | Buxetroldia                                                                   |
|             |                                                                               |
|             | Ceriosporopsis                                                                |
|             |                                                                               |
|             | Corollospora                                                                  |
|             |                                                                               |
|             | Haligena                                                                      |
|             |                                                                               |
|             | Halosphaeria                                                                  |
|             |                                                                               |
|             | Halosphaeriopsis                                                              |
|             |                                                                               |
|             | Lignincola                                                                    |
|             |                                                                               |
|             | Morakotiella                                                                  |
|             |                                                                               |
|             | Remispora                                                                     |
|             |                                                                               |
|             | Corollospora comata                                                           |
|             |                                                                               |
|             | Corollospora cristata                                                         |
|             |                                                                               |

|  | Corollospora comata   |
|  |                       |
|  | Corollospora cristata |
|  |                       |